# Лососьовиці
Лососьовиці (пол. Łososiowice, нім. Losswitz) — село в Польщі, у гміні Волув Воловського повіту Нижньосілезького воєводства.
Населення — 223 особи (2011).
У 1975-1998 роках село належало до Вроцлавського воєводства.

## Демографія
Демографічна структура станом на 31 березня 2011 року:
|          | Загалом | Допрацездатний вік | Працездатний вік | Постпрацездатний вік |
| -------- | ------- | ------------------ | ---------------- | -------------------- |
| Чоловіки | 103     | 21                 | 74               | 8                    |
| Жінки    | 120     | 30                 | 62               | 28                   |
| Разом    | 223     | 51                 | 136              | 36                   |